# Fernando Climent Huerta
Fernando Climent Huerta (* 26. Juli 1958 in Coria del Río) ist ein ehemaliger spanischer Ruderer. Er gewann 1984 zusammen mit Luis María Lasúrtegui eine olympische Silbermedaille, die erste und einzige olympische Medaille für spanische Ruderer überhaupt. (Stand 2019) In den Jahren 1979 und 1993 siegte er bei Weltmeisterschaften.

## Sportliche Karriere
Der 1,79 m große Fernando Climent belegte 1976 bei den Junioren-Weltmeisterschaften den siebten Platz mit dem Achter. Im Jahr darauf trat er bei den Weltmeisterschaften 1977 in Amsterdam mit dem Leichtgewichts-Achter an und erkämpfte die Silbermedaille hinter dem Boot aus dem Vereinigten Königreich. Zwei Jahre später gewann der spanische Leichtgewichts-Achter den  Titel bei den Weltmeisterschaften 1979 in Bled. Bei den drei folgenden Weltmeisterschaften erhielt er jeweils Bronze mit dem Leichtgewichts-Achter: 1980 in Mechelen hinter dem Vereinigten Königreich und Frankreich,  1981 in München hinter Dänemark und Italien und 1982 in Luzern hinter Italien und Dänemark. 
Leichtgewichts-Rudern wurde erst 1996 ins olympische Programm aufgenommen. Bei den Olympischen Spielen 1984 in Los Angeles traten Fernando Climent und Luis María Lasúrtegui im Zweier ohne Steuermann an. Im Vorlauf belegten die Spanier den zweiten Platz hinter Thomas Möllenkamp und Axel Wöstmann aus der Bundesrepublik Deutschland. Auch im Halbfinale ruderten die Spanier auf den zweiten Platz, als sie knapp hinter den Rumänen Petru Iosub und Valer Toma ins Ziel kamen. Im Finale hatten die beiden Rumänen drei Sekunden Vorsprung vor den Spaniern, die ihrerseits drei Sekunden vor den Norwegern Hans Magnus Grepperud und Sverre Løken das Ziel erreichten.
Im Jahr darauf fanden die Weltmeisterschaften in Mechelen statt, die beiden Spanier gewannen die Bronzemedaille hinter dem Boot aus der Sowjetunion und den Briten. 1986 in Nottingham belegten die beiden Spanier den neunten Platz, 1987 in Kopenhagen wurden sie Zwölfte. Bei den Olympischen Spielen 1988 in Seoul schieden die beiden im Hoffnungslauf aus.
Bei den Weltmeisterschaften 1989 in Bled ruderte Climent zusammen mit José María de Marco Pérez im Leichtgewichts-Doppelzweier und gewann die Silbermedaille hinter den Österreichern Christoph Schmölzer und Walter Rantasa, es folgte der fünfte Platz bei den Weltmeisterschaften 1990. 1991 bei den Weltmeisterschaften in Wien trat Climent mit dem Leichtgewichts-Vierer ohne Steuermann an, der in der Besetzung Juan Luis Aguirre Barco, Fernando Climent, José María de Marco Pérez und Fernando Molina Castillo Bronze hinter den Briten und den Italienern gewann. 1992 fanden erstmals Olympische Spiele in Spanien statt. Bei der Olympischen Regatta in Banyoles trat der Leichtgewichts-Vierer in der Besetzung des Vorjahres gegen die Schwergewichte an und belegte den neunten Platz, nachdem die Spanier ihren Vorlauf sogar gewonnen hatten. Zwei Wochen nach den Olympischen Spielen fanden in Montreal die Weltmeisterschaften in den nichtolympischen Bootsklassen statt, der spanische Leichtgewichts-Vierer ohne Steuermann belegte den vierten Platz.
1993 traten Fernando Climent und Fernando Molina Castillo im Leichtgewichts-Zweier ohne Steuermann an. Bei den Weltmeisterschaften 1993 in Račice u Štětí siegten sie vor dem russischen Boot. 1994 in Indianapolis belegten die beiden den siebten Platz. Bei den Olympischen Spielen 1996 in Atlanta wurde das Leichtgewichts-Rudern mit drei Disziplinen ins Programm genommen. Spanien trat in Atlanta in allen drei Leichtgewichts-Bootsklassen an. Im Leichtgewichts-Vierer ohne Steuermann ruderte der mittlerweile 37 Jahre alte Fernando Climent zusammen mit dem 19-jährigen David Morales und den 21-jährigen Juan Manuel Florido und Alfredo Girón. Die Spanier belegten den 14. Platz.